# Rhaphidophora sulcata
Rhaphidophora sulcata är en kallaväxtart som beskrevs av François Gagnepain. Rhaphidophora sulcata ingår i släktet Rhaphidophora och familjen kallaväxter. Inga underarter finns listade.